# Arovell Verlag
Arovell Verlag és una editorial austríaca per literatura contemporània. Va ser fundada el 1991 per l'escriptor, artista i músic Paul Jaeg. Avui, Jaeg és propietari i director de l'editorial i Thomas Gamsjäger és el gerent.
Cada any Arovell publica entre deu i vint llibres nous. Autors com Peter Paul Wiplinger publicaven més d'un llibre mentre que altres tenen la seva primera publicació allà.
Arovell és una editorial per a literatura contemporània en alemany. Les publicacions comprenen prosa curta, novel·les i poesia. Les portades d'Arovell presenten una pintura de Paul Jaeg.
A més, Arovell publica una revista sobre literatura, música i art amb informacions sobre els llibres nous i presentacions públiques. La revista conté també extractes i resums de les publicacions de l'editorial.
Arovell està organitzant esdeveniments literaris, musicals i artístics, sobretot a Alta Àustria, a Salzburg i a Viena. Per a fomentar els autors encara més, l'editorial va fundar el grup dels timbalers a Viena, que és una associació lliure d'autors que publiquen a Arovell.
La seu de l'editorial es troba a Gosau a l'Alta Àustria. Arovell té sucursals a Viena i Salzburg.

## Autors publicats (exemples)
- Hans Dieter Aigner
- Peter Assmann
- Reinhold Aumaier
- Martin Dragosits
- Klaus Ebner
- Karin Gayer
- Constantin Göttfert
- Fritz Huber
- Paul Jaeg
- Christoph Janacs
- Günther Kaip
- Wolfgang Kauer
- Hermann Knapp
- Dorothea Macheiner
- Dirk Ofner
- Wolfgang Pollanz
- Fritz Popp
- Herbert Reiter
- Christine Roiter
- Leopold Spoliti
- Nikolai Vogel
- Wolfgang Wenger
- Christine Werner
- Peter Paul Wiplinger